# (6984) Lewiscarroll
(6984) Lewiscarroll (1994 AO) – planetoida z pasa głównego asteroid okrążająca Słońce w ciągu 7,91 lat w średniej odległości 3,97 j.a. Odkryta 4 stycznia 1994 roku.